# Sphaerodactylidae
Gli Sferodattilidi (Sphaerodactylidae Underwood, 1954) sono una famiglia di sauri dell'infraordine Gekkota.

## Tassonomia
La famiglia comprende i seguenti generi:
- Aristelliger Cope, 1862 (8 specie)
- Chatogekko Gamble, Daza, Colli, Vitt & Bauer, 2011 (1 sp.)
- Coleodactylus Parker, 1926 (5 spp.)
- Euleptes Fitzinger, 1843 (1 sp.)
- Gonatodes Fitzinger, 1843 (31 spp.)
- Lepidoblepharis Peracca, 1897 (18 spp.)
- Pristurus Rüppell, 1835 (25 spp.)
- Pseudogonatodes Ruthven, 1915 (7 spp.)
- Quedenfeldtia Boettger (2 spp.)
- Saurodactylus Fitzinger, 1843 (2 spp.)
- Sphaerodactylus Wagler, 1830 (103 spp.)
- Teratoscincus Strauch, 1863 (6 spp.)

## Distribuzione e habitat
La maggior parte di generi di questa famiglia (Aristelliger, Chatogekko, Coleodactylus, Gonatodes, Lepidoblepharis, Pseudogonatodes e Sphaerodactylus) sono diffusi in America; solo pochi generi sono presenti nel Vecchio Mondo: Euleptes in Europa meridionale e Nord Africa, Quedenfeldtia e Saurodactylus in Nord Africa, Pristurus nel corno d'Africa, in Arabia, a Socotra e nel Medio Oriente, Teratoscincus in Asia centrale.